# UTC+07:00
UTC+7 est un fuseau horaire, en avance de 7 heures sur UTC.

## Zones concernées

### Toute l'année

Carte des fuseaux horaires en Indonésie (partie jaune).

UTC+7 est utilisé toute l'année dans les pays et territoires suivants :
- Cambodge.
- Laos.

- Mongolie (ouest) :
  - Bayan-Ölgiy ;
  - Hovd ;
  - Uvs.

- Russie (zone 6) :
  -  Khakassie ;
  -  Oblast de Kemerovo-Kouzbass ;
  -  Kraï de Krasnoïarsk ;
  -  Touva ;
  -  Kraï de l'Altaï ;
  -  République de l'Altaï ;
  -  Oblast de Tomsk ;
  -  Oblast de Novossibirsk.

- Thaïlande ;
- Vietnam.

### Heure d'hiver (hémisphère nord)
Aucune zone n'utilise UTC+7 pendant l'heure d'hiver (dans l'hémisphère nord) et UTC+8 à l'heure d'été.

### Heure d'hiver (hémisphère sud)
Aucune zone n'utilise UTC+7 pendant l'heure d'hiver (dans l'hémisphère sud) et UTC+8 à l'heure d'été :
- Australie :  Île Christmas.

- Indonésie (ouest) :
  - Java ;
  - Kalimantan central ;
  - Kalimantan occidental ;
  - Sumatra.

### Heure d'été (hémisphère nord)
Aucune zone n'utilise UTC+7 pendant l'heure d'été (dans l'hémisphère nord) et UTC+6 à l'heure d'hiver.

### Heure d'été (hémisphère sud)
Aucune zone n'utilise UTC+7 pendant l'heure d'été (dans l'hémisphère sud) et UTC+6 à l'heure d'hiver :
- Royaume-Uni :  Territoire britannique de l'océan Indien.

## Géographie
À l'origine, UTC+7 concerne une zone du globe comprise entre 97,5° et 112,5° et l'heure initialement utilisée correspondait à l'heure solaire moyenne du 105e méridien est (référence supplantée par UTC en 1972). Pour des raisons pratiques, les pays utilisant ce fuseau horaire couvrent une zone plus étendue.
En Australie, UTC+7 porte le nom de Christmas Island Time (heure de l'île Christmas, abrégé en CXT). En Indonésie, Waktu Indonesia Barat (heure d'Indonésie occidentale, abrégé en WIB). En Russie, Омское время, (Omsk Time ou heure d'Omsk, abrégé en OMSST).